# Clara Viebig
Clara Viebig (ur. 17 lipca 1860 w Trewirze, zm. 31 lipca 1952 w Berlinie) – pisarka niemiecka, wybitna przedstawicielka prozy realistycznej.

## Stosunki rodzinne
Urodziła się jako córka Ernsta Viebiga, starszego radcy stanu, i jego żony Klary. Rodzina Viebigów pochodziła z Poznania. W 1868 roku ojciec został wiceprezydentem rejencji Düsseldorf w prowincji reńskiej i przeniósł się wraz z rodziną do Düsseldorfu.
W 1896 wyszła za mąż w Berlinie za żydowskiego wydawcę Friedricha (Fritza) Theodora Cohna (alias Egona Fleischela), współwłaściciela Berliner Verlagsbuchhandlung Fleischel & Co. (po roku 1901 wydawnictwo to nosiło nazwę Berliner Verlagsbuchhandlung Fontane & Co.). Urodziła syna, Ernsta Viebiga, pierwotnie Ernsta Cohna (1897–1959), który był znanym kompozytorem i dyrygentem. Rodzina Cohnów mieszkała w Berlinie-Zehlendorfie i reprezentowała typową rodzinę inteligencką, należącą do klasy średniej. W 1921 roku Friedrich Cohn, który był jedynym właścicielem wydawnictwa Egon Fleischel & Co. od 1906 roku, w wyniku inflacji zmuszony był sprzedać je Deutsche Verlags-Anstalt.

## Edukacja
Clara Viebig pobierała nauki w zakresie szkoły średniej w Düsseldorfie, który uważała za swoje miasto rodzinne. Po śmierci ojca (1880) Clara przeniosła się z matką do Berlina. Tam Clara Viebig rozpoczęła studia wokalne w stołecznej Akademii Muzycznej, które ukończyła w 1883. W trakcie studiów utrzymywała się z prywatnych lekcji. Czytała jednocześnie dzieła powieściopisarzy francuskich, zwłaszcza Emila Zoli. Uważa się, że Germinal Zoli miał zasadnicze znaczenie dla rozwoju jej własnej twórczości literackiej.

## Początki twórczości
Mając 34 lata (1894) zadebiutowała jako dojrzała już autorka w codziennej gazecie berlińskiej „Volkszeitung”. Małżeństwo z Friedrichem Theodorem Cohnem, wydawcą niemieckim pochodzenia żydowskiego, pozwoliło jej poświęcić się w pełni pisarstwu. Dzięki pomocy męża opublikowała prawie wszystkie swoje prace literackie. Podczas I wojny światowej Clara Viebig wykazywała w swych publikacjach postawę patriotyczną. Publikowała liczne artykuły o treści patriotycznej w gazetach i czasopismach niemieckich.

## Twórczość literacka
Utwory Clary Viebig odznaczają się świetnym ujęciem zarówno środowiska wiejskiego, jak i wielkomiejskiego. Bohaterowie jej powieści są zróżnicowanymi osobowościami o barwnych i żywych charakterach. W swojej powieści Śpiąca armia (niem. Das schlafende Heer) wydanej w 1904 opisała kolonizację Prowincji Poznańskiej, gdzie Polacy, zgodnie z kanonami Ostmarkenliteratur zostali opisani jako niejolalni i pozbawieni kultury, zdaniem autorki stanowili zagrożenie dla Cesarstwa Niemieckiego, i wymagali asymilacji oraz represji, by ich kontrolować. Tworzyła powieści o męskiej sile realistycznego opisu i mistrzowskich charakterystykach postaci, zwłaszcza kobiet z drobnomieszczaństwa i ludu.

## Podróże
W latach 1898–1933 Viebig często podróżowała samodzielnie lub wraz z mężem do różnych zakątków świata. Odwiedziła m.in. Bazyleę, Hagę, Luksemburg, Nowy Jork, Paryż, Petersburg i Wiedeń. Impresje z podróży publikowała w prasie codziennej.

## Czasy nazistowskie
Po dojściu nazistów do władzy w 1933 roku Clara Viebig ograniczyła swoją działalność literacką, głównie z powodu prześladowania pary małżonków za „zdradę rasową”. Przez kilka lat, dopóki żył jej mąż (zmarł w 1936 roku), nie pozwolono jej wstąpić do Izby Piśmiennictwa Rzeszy (niem. Reichsschrifttumskammer), co nie pozwalało na publikację. Jej syn, Ernst Viebig, bardzo obiecujący kompozytor, musiał w 1934 roku jako Halbjude (pół-Żyd) uciekać do Brazylii, dokąd udała się także Clara po śmierci męża. Po trzymiesięcznym pobycie u syna, zdecydowała się wrócić do Niemiec. Wcześniej wstąpiła do Izby Piśmiennictwa Rzeszy, dzięki czemu w latach 1939–1940 wznowiono jej trzy volkistowskie powieści, popularne wśród nazistów. W 1940 roku, w dniu jej 80. urodzin, Reichsschrifttumskammer (Izba Piśmiennictwa Rzeszy) złożyła jej najgorętsze gratulacje w imieniu „wszystkich osób zajmujących się literaturą niemiecką”, za co jubilatka podziękowała w odpowiedzi podpisanej Heil Hitler.
W latach 1941–1946 mieszkała z długoletnią gospodynią, prowadzącą jej dom, Marią Holzbauer w Międzylesiu na ziemi kłodzkiej w Sudetach, dokąd przeniosła się z obawy przed nalotami i kolejnymi bombardowaniami Berlina. Tak zrobił też m.in. berliński malarz prof. Arnold Busch, mieszkaniec Sokołówki koło Polanicy-Zdroju i wielu innych.

## Ostatnie lata życia
W 1946 roku po zakończeniu II wojny światowej 86-letnia Clara Viebig powróciła do Berlina, gdzie, chora i zubożała, przebywała do końca życia. Swoje ostatnie miejsce spoczynku znalazła – zgodnie z własną wolą – w Düsseldorfie na Cmentarzu Północnym. Pochowano ją w grobie rodzinnym obok ojca.
Radni miasta Düsseldorf jeszcze za życia pisarki nazwali jedną z głównych arterii miasta imieniem Clary Viebig. W dzielnicy Drezna Löbtau także jednej z ulic nadano imię Clary Viebig (po roku 1960).

## Najważniejsze dzieła literackie
- Barbara Holzer (1897)
- Kinder der Eifel (1897)
- Rheinlandstöchter (1898)
- Es lebe die Kunst (1899)
- Das Weiberdorf (1900)
- Die Wacht am Rhein (1902)
- Das schlafende Heer (Śpiąca armia, 1904)
- Der Kampf um den Mann (1905)
- Einer Mutter Sohn (1906)
- Absolvo te! (1907)
- Töchter der Hekuba (1917)
- Menschen und Straßen (1923)
- Die Passion (1925)
- Die mit den tausend Kinderm (1929)
- Charlotte von Weiß (1930)
- Insel der Hoffnung (1933)
- Der Vielgeliebte und die Vielgehaßte (1935)[5]